# Sainte-Colombe, Ille-et-Vilaine

Sainte-Colombe este o comună în departamentul Ille-et-Vilaine, Franța. În 1 ianuarie 2022 avea o populație de 364 de locuitori.